# سه شهریار و پنج امپراتور

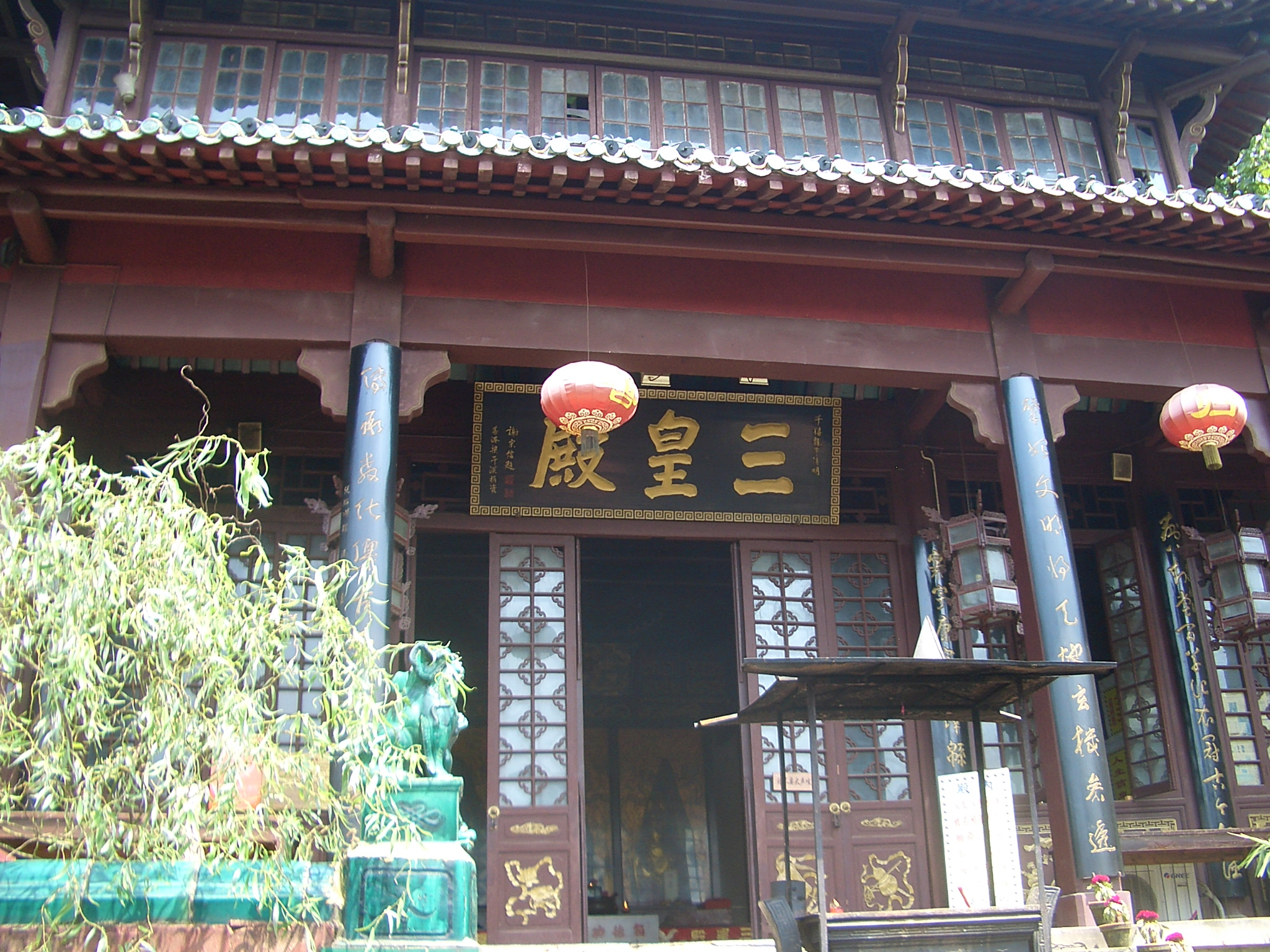
تالار سه شهریار چانگ چون شی، یک معبد مربوط به تائوئیست‌ها واقع در ووهان

سه شهریار و پنج خاقان یا سه شهریار و پنج امپراتور (به چینی: 五帝 三皇؛ به پین یین: Sānhuáng wǔdì؛ به وید جایلز: San-huang wu-ti)، حاکمان اساطیری و قهرمانان فرهنگی چین در طول دورانی می‌باشند که فاصلهٔ سالهای ۲۸۵۲ پیش از میلاد تا ۲۲۰۵ پیش از میلاد را در بر می‌گیرد. این دوران مصادف با زمان قبل از دوران دودمان شیا می‌باشد.
ترجمه دقیق و واقعی کلمهٔ دی یا 帝 —به معنای ایزدشاه، یا پادشاهی که مقام الوهیت نیز دارد، — دشوار و مسئله دار است، این کلمه پس از ظهور دوران امپراتوری چین شی هوانگ (秦始皇) اغلب با استفاده از مفهوم مدرن آن، که تا قبل از این سابقه نداشته، ترجمه شده‌است. حال آن که معنی اصلی، و ترجمه آن به احتمال زیاد مفهومی از برتر بودن یا عالی بودن را می‌رساند، و به جای امپراتور به نوعی ابرانسان، اشاره می‌کند. این نکته در کتاب شانگ دی (上帝) نیز انعکاس یافته، و نوعی برتری و الوهیت در دوران سلسله شانگ نیز بدان نسبت داده شده‌است. بدین ترتیب ماهیت تعبیر 帝، در اصل نمایانگر مسیری است که به شیوه‌های نیایش گونه و عبادی منتهی می‌شود و به سه شهریار و پنج خاقان مقامی در ورای مقام معمول شهریاران و امپراتوران چین می‌بخشد.

## سه شهریار
سه شهریار، که گاهی اوقات با عنوان سه فرد باعظمت و عالی‌نسب و عظیم الشأن هم شناخته می‌شوند، در تاریخ اسطوره‌ای چین به ایزدشاهان یا نیمه خدایانی گفته می‌شد که استفاده از قدرت جادویی خویش، موجبات بهبود و توسعهٔ زندگی مردمان خود را فراهم می‌آوردند. امّا از آنجا که این شهریاران سرچشمه‌ای سرشار از فضایل و نیکی‌ها بودند، دوران زندگی آن‌ها طولانی بود و فرمانروایی آنان در طی یک دوره صلح درازمدت صورت می‌گرفت.
البته در متون تاریخی گوناگون چین، هویت‌های مختلفی به سه شهریار نسبت داده شده‌است. از جمله در کتاب مشهور ثبتیات مورخ بزرگ یا همان شیجی که توسط سیما کیان نوشته شده‌است، در فصلی که بوسیلهٔ سیما ژن اضافه شده‌است، عنوان دولت هریک از شهریاران سه‌گانه چنین ثبت شده‌است:
- پادشاه آسمانی (天皇)؛
- پادشاه زمینی (地 皇)؛
- پادشاه بشر (泰皇) یا:(人 皇)

در دو منبع چونکیو یوندو شو (春秋 运 斗 枢) و چونکیو یوان مینگ بائو (春秋 元 命 苞) سه شهریار با عناوین ذیل مشخص شده‌اند:
- فوهسی (伏羲)
- نوگوا(女娲)
- شن نونگ(神农)

فوهسی و نوگوآ به ترتیب یک ایزد مرد و یک الهه زن هستند که با یکدیگر زن و شوهر می‌باشند و اجداد نوع بشر پس از بروز سیل ویرانگر به‌شمار می‌آیند. اختراع و تنظیم اولیه هشت نماد یا همان با گوآ (ژیان تیان با گوا، 先天 八卦) به فوسی نسبت داده می‌شود. شن نونگ مخترع کشاورزی و همچنین اولین کسی است که به استفاده از گیاهان با اهداف پزشکی اقدام نمود.
افسانه ئی چینگ این گونه آغاز می‌شود:
در زمان‌های قدیم و در دوران فرمانروایی پادشاه فوهسی، هنگامی که او به بالا می‌نگریست، آسمان و ستارگان را مشاهده می‌کرد و بعد به جستجو در زمین می‌پرداخت و هنگامی که او رو به پایین نگاه می‌کرد، به تماشای پرندگان و جانوران می‌پرداخت تا ببیند که این جانداران چگونه در محیط زیست خود، زندگی می‌کنند. بدینسان او نمونه‌هایی از دور و نزدیک جمع‌آوری نمود و سپس هشت نشانهٔ یین و یانگ را خلق نمود. (اینها همان هشت نماد بودند که از با گوآ تشکیل شده بودند) تمام این کارها برای شبیه‌سازی قوانین جهان صورت گرفته بودند…
فوهسی فوت کرد و پس از مرگ او، شن نونگ برخاست. او روش شخم زدن زمین را پدیدآورد و به مردمان نیز این شیوه را آموخت و به آن‌ها یاد داد که چگونه محصولات خویش را بپرورانند و چطور ماهیگیری بکنند. او همچنین پول و بازار را نیز، به منظور انجام مبادلات کالا اختراع نمود.
شانگ شو دو ژوان (尚书 大 传) و بای هو تونگیی (白虎通 义)، نوگوآ را با سویرن(燧 人)، که مخترع آتش به‌شمار می‌آید، جایگزین کرد. همچنین دیو آنگ شیجی(帝王 世纪) نیز، نوگوآ را با امپراتور زرد (黄帝) که جدّ اعلای تمامی افراد دودمان هان به‌شمار می‌آید، جایگزین نمود.

## پنج خاقان

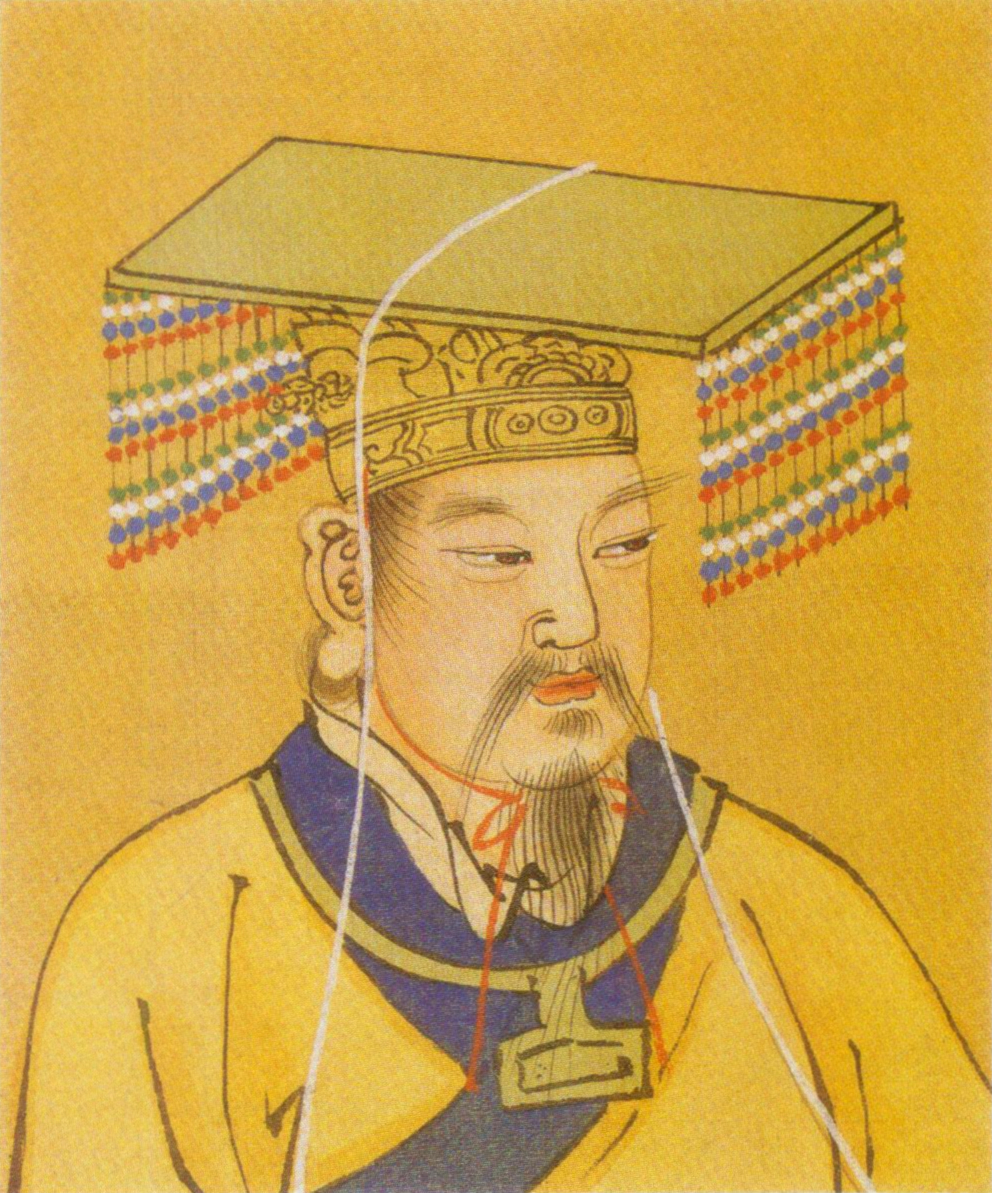
تصویری تاریخی از امپراتور زرد

پنج خاقان یا پنج امپراتور، پنج تن از زمامداران افسانه‌ای چین باستان بودند که از نظر اخلاقی پادشاهانی حکیم و خردمند و بی عیب و نقص محسوب می‌شدند. با توجه به ثبتیات مورخ بزرگ، این پنج امپراتور عبارت بودند از:
- هوانگ دی یا امپراتور زرد (黄帝)
- جوان سیون (颛 顼)
- امپراتور کو (帝 喾)
- امپراتور یاو (尧)
- امپراتور شون(舜)

یاو و شون، همراه با یوی بزرگ (禹)، بنیانگذاران دودمان شیا محسوب می‌شدند و همچنین از آنان با عنوان سه امپراتور نیز نام برده می‌شد. این سه پادشاه، بعدها و در تاریخ چین، توسط کانفوسیان‌ها به عنوان الگوهای فرمانروایی و مثال‌ها و نمونه‌های برجسته اخلاقی در نظر گرفته شدند. شانگشو ژو (尚书 序) و دیوانگ شیجی به جای امپراتور زرد، شامل شائوهائو (少昊) می‌باشند.
نغمه‌های چو (楚辞) پنج خاقان را به عنوان خدایان جهات مختلف شناسانده‌است:
- شائوهائو (شرق)
- جوان سو (شمال)
- امپراتور زرد (مرکز)
- شن نونگ (جنوب)
- فوهسی (غرب)

کتاب مناسک (礼记) پنج امپراتور را با پنج دودمان (五 氏) معادل هم فرض نموده‌است، که شامل:
- یوچائو- شی (有巢氏)
- سویرن - شی (燧人氏)
- فوهسی - شی (伏羲 氏)
- نوگوآ - شی (女娲 氏)
- شن نونگ - شی (神农氏)

هرچند که هریک از افرادی که با عنوان امپراتور تعیین شده‌اند، تنها افرادی با نقش مهم و سهم بزرگ در ادارهٔ امور بوده‌اند یا فرمانروایان نامدار اتحادیه‌های قبیله‌ای به‌شمار می‌رفته‌اند.
از سالنامه بامبو و همچنین از تاریخ‌های کلاسیک چین، چنین برداشت می‌شود که مقام و موقعیت این خاقان‌ها، از طریق انتخاب آنان توسط رؤسای دیگر اتحادیه‌های قبیله‌ای به دست می‌آمده‌است. وقتی که این فرمانروایان از دنیا می‌رفته‌اند، این احتمال وجود داشته که فرزندان آنان در تکیه زدن بر جای پدر در مقام فرمانروای قبیله خودشان توفیق یابند، اما انتصاب فرزندان به جای پدر در مقام فرمانروای اتحادیه‌های قبیله ای، بدین طریق صورت نمی‌گرفته‌است. در ضمن میزان قدرت این پنج امپراتور، به مراتب کمتر از میزان قدرتی بوده که امپراتوران تاریخ واقعی چین در اختیار داشته‌اند، چراکه خاقان‌های تاریخ واقعی چین بر مردم این سرزمین، سلطهٔ مطلق داشته‌اند.
نخستین امپراتور تاریخی چین، یعنی چین شی هوانگ (秦始皇) با ترکیب دو عنوان شهریار (皇 یا همان هوانگ) و ایزدشاه (帝 یا همان دی) اصطلاح جدیدی را برای کلمه امپراتور، ابداع نمود که هوانگدی (皇帝) خوانده می‌شد.
در اوایل سلسله ژو (همان دودمان جو)، این حاکمان اسطوره‌ای به عنوان نوعی توتم از سایر لردهای فئودال، منفک شدند و ارج و مقامی متفاوت از آنان یافتند، طوری‌که با یکدیگر تا حد زیادی ارتباط داده شدند، و ضمن بخشیدن نوعی مقام الوهیت به آن‌ها به عنوان بخشی از آیین‌های عبادت اجدادی مورد ستایش و پرستش واقع شدند.
این خاقان‌ها، به عنوان اشراف قوم، در طول دوران‌هایی که در تاریخ چین، به دوره بهاری و پاییزی یا دوره ایالت‌های متخاصم شهرت داشتند، به درگیری و مبارزهٔ متناوب با دیگران می‌پرداختند، و این درگیری‌ها به شکل‌گیری حکم‌های مختلفی میان طوایف و قبایل منجر می‌گشت و از جمله اغلب ائتلاف‌ها و ازدواج‌هایی شکل می‌گرفت که در نتیجهٔ آن‌ها می‌توانست توتم‌هایی شکل گیرد که خود را به صورت عنوان‌های قوم و خویشی نشان می‌داد.
در دورهٔ فرمانروایی دودمان هان، امپراتوران پنج گانه در کتاب معروف شیجی با طرح‌هایی که در خلق آن‌ها از خون استفاده شده به تصویر کشیده شده‌اند، البته در این طراحی‌ها شرح و تفصیل‌هایی که در نوشته‌های قبلی یافت می‌شد و برتری‌ها و شایستگی‌های پنج خاقان را برجسته کرده بود، تقریباً به‌طور کامل حذف شده‌است. نکته دیگری که در مورد این ایزدشاهان وجود داشت، تمایلی بود که نسبت به دادن ظاهری انسانی به آنان وجود داشت. شرح‌های اولیه در مورد آنان مشتمل بر انتساب توانایی‌های ماوراءالطبیعه به آن‌ها و همچنین تجسم آنان با آناتومی و ظاهر فیزیکی اغلب شبیه به جانوران بود. اما در دورهٔ سلسلهٔ هان، ظاهری انسانی به این امپراتوران داده شد و آن‌ها تقریباً به صورت یک انسان عادی ترسیم شدند که گرچه بزرگ جلوه داده شده بود، اما به طرز بارزی خوش ظاهر و حق به جانب به نظر می‌رسید.